# 율전마을버스
율전마을버스(栗田―)는 경기도 수원시 장안구 율전동을 근거지로 하는 수원시의 마을버스 업체이다.

## 주요 연혁
- 2002년 2월 8일: 율전마을버스 설립
- 2010년 11월 1일: 2-3번 개통 (노선: 계명고 - 이목동지하차도 - 영생고후문 - 성균관대역 - 삼성아파트)
- 2011년 8월 16일: 2-3번 노선 변경 (노선: 동원고 - 성균관대역 - 동남보건대 - 파장시장 - 계명고)
- 2012년 9월 1일: 2-5번 개통
- 2013년경: SK스카이뷰 입주로 인한 2-3번, 2-5번 노선 변경
- 2017년 3월: 2-3번 재개통
- 2017년 3월 16일: 주식회사 법인 설립

## 운행 노선
| 노선 번호 | 운행구간     | 운행구간 | 운행구간       | 경유지                                                       | 배차 간격 (분) | 비고  |
| --------- | ------------ | -------- | -------------- | ------------------------------------------------------------ | -------------- | ----- |
| 2-1       | 동원고등학교 | ↔        | 조원주공아파트 | 성균관대역, 비단마을, 동남보건대, 파장동주민센터, 수일중학교 | 6~10           | [ 1 ] |
| 2-5       | 동원고등학교 | ↔        | 장안STX칸      | 성균관대역, 비단마을, 천천고교, SK스카이뷰                   | 30~60          |       |

## 보유 차량
이 회사의 운용 차량은 전 차량 중형 전기 저상버스로 구성되어 있고, 2021년 9월에 KGM커머셜의 스마트 093을 도입하며 중형 저상 전기버스의 운용을 시작했다.
2023년 3월에 현대자동차의 일렉시티 타운 2대를 도입했다. 부산 남부여객 취소분이다.
2023년 9월에 하이거 버스의 하이거 하이퍼스 1609를 도입했다.
2024년 10월에 비야디 자동차의 BYD eBus-9을 도입했다.